# Paul Wyss
Paul Wyss (La Chaux-de-Fonds, gennaio 1891 – Neuchâtel, 5 marzo 1974) è stato un calciatore svizzero, di ruolo attaccante.